# Jivno
Jivno är en ort i Tjeckien.   Den ligger i regionen Södra Böhmen, i den centrala delen av landet, 120 km söder om huvudstaden Prag. Jivno ligger 565 meter över havet och antalet invånare är 199.
Terrängen runt Jivno är huvudsakligen platt. Jivno ligger uppe på en höjd som går i nord-sydlig riktning. Runt Jivno är det ganska tätbefolkat, med 52 invånare per kvadratkilometer. Närmaste större samhälle är České Budějovice, 7,3 km väster om Jivno. Omgivningarna runt Jivno är en mosaik av jordbruksmark och naturlig växtlighet.